# قراری با جودی (فیلم)
قراری با جودی (انگلیسی: A Date with Judy) فیلمی در ژانر کمدی رمانتیک و موزیکال به کارگردانی ریچارد تورپ است که در سال ۱۹۴۸ منتشر شد.

## نگارخانه

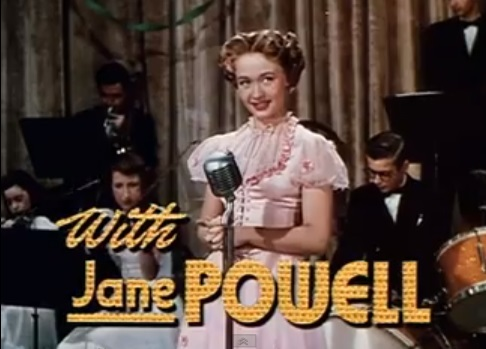
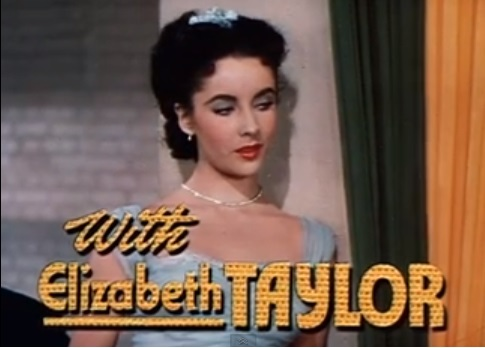
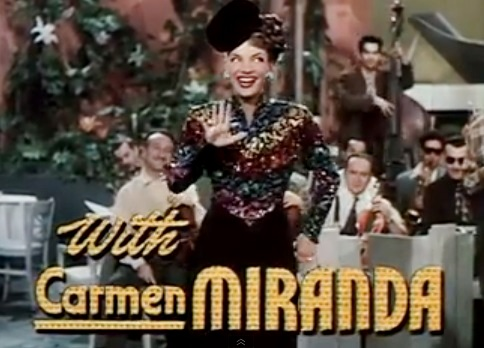
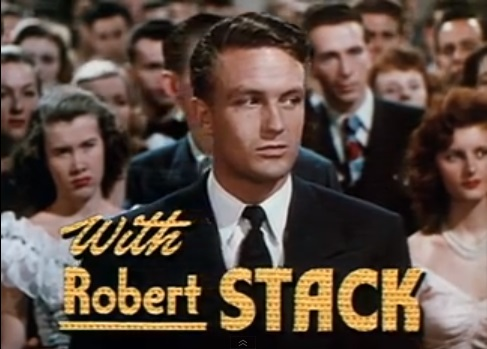
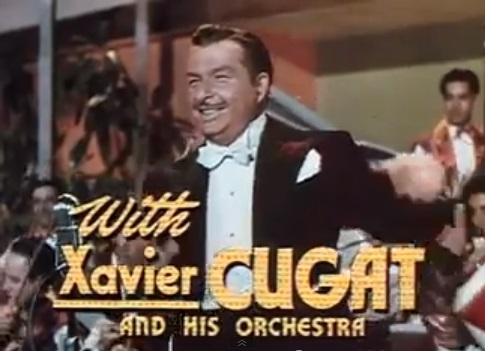

## بازیگران
- والاس بیری
- جین پاول
- الیزابت تیلور
- کارمن میراندا
- شاویه کوگات
- رابرت استاک
- اسکاتی بکت
- لیون امس
- لوید کوریگان
- سلنا رویل
- کلینتون ساندبرگ
- فرانسیس پیرلوت
- جورج کلیولند